# Jim Higgins (Politiker)

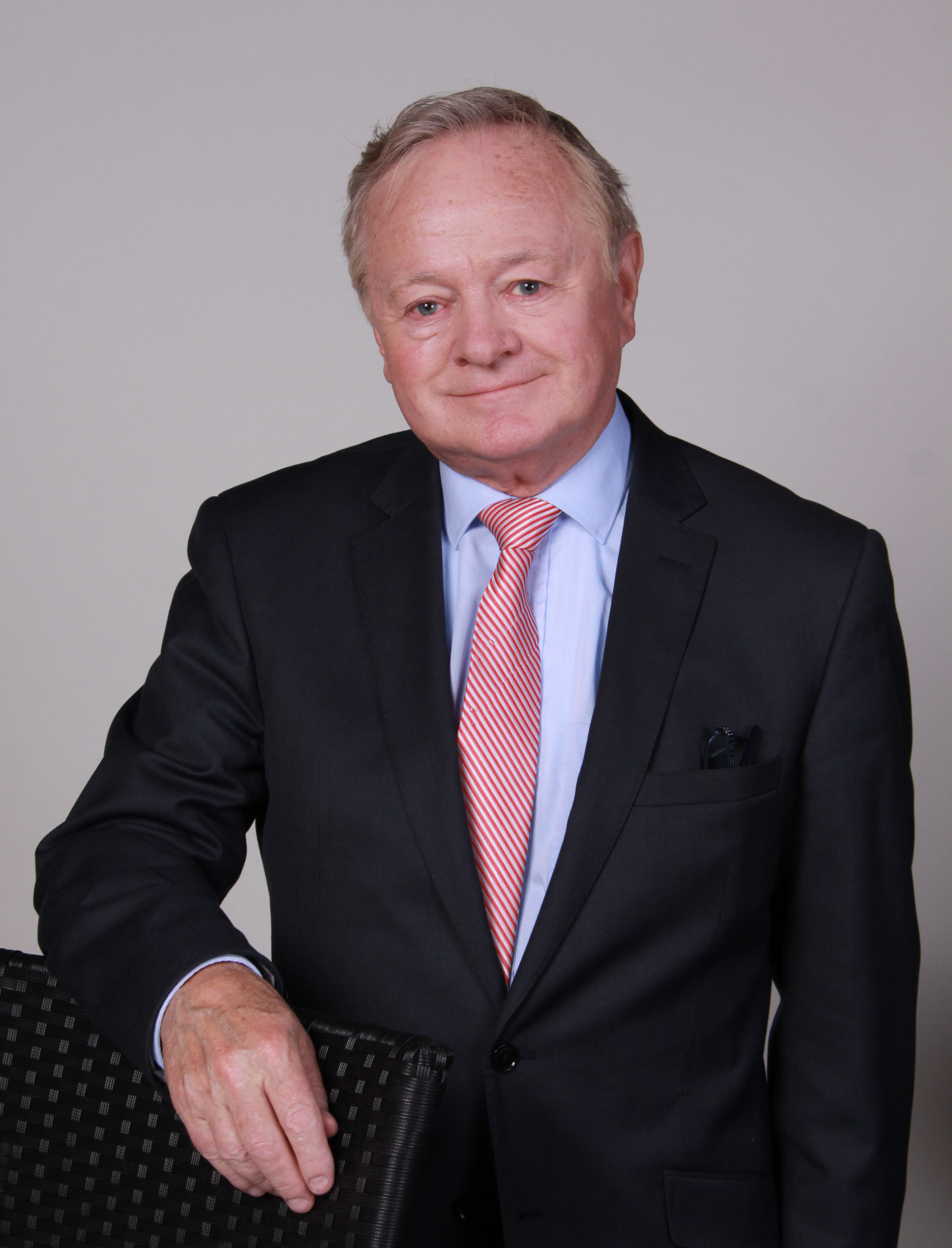
Jim Higgins (2014)

Jim Higgins (* 4. Mai 1945 in Ballyhaunis, County Mayo) ist ein irischer Politiker.
Higgins studierte Erziehungswissenschaft am University College Galway und wurde Lehrer. Seine politische Karriere begann 1979, als er in das Mayo County Council gewählt wurde, dem er bis 1995 angehörte. Im Jahr 1987 wurde Higgins erstmals für die Fine Gael in den Dáil Éireann gewählt, nachdem seine vorherigen Kandidaturen Juni 1981, sowie Februar und November 1982 erfolglos geblieben waren. Als Teachta Dála war er vom 10. Februar 1995 bis zum 23. Mai 1995 Staatsminister im Finanzministerium und vom 24. Mai 1995 bis zum 26. Juni 1997 Staatsminister des Taoiseach sowie Staatsminister im Verteidigungsministerium. Bei den Wahlen 2002 konnte Higgins seinen Sitz im Dáil Éireann nicht verteidigen. Stattdessen gelang es ihm jedoch erneut in den Seanad Éireann gewählt zu werden. Diesem hatte er bereits von Juni 1981 bis Februar 1982 sowie von 1983 bis 1987 angehört. Hierbei war er 1981 von Taoiseach Garret FitzGerald nominiert worden. 1983 zog er durch eine erfolgreiche Wahl in den Seanad Éireann ein.
Juni 2004 wurde Higgins in das Europäische Parlament gewählt und schied infolgedessen Juli 2007 aus dem Seanad Éireann aus, für den er auch nicht mehr zur Wahl antrat. Als Mitglied des Europäischen Parlaments gehört er der Fraktion der Europäischen Volkspartei und Europäischer Demokraten an.

## Tätigkeiten als EU-Parlamentarier
Higgins ist Mitglied im Präsidium des Europäischen Parlaments, der Quästoren, im Ausschuss für Verkehr und Fremdenverkehr, in der Delegation für die Beziehungen zu Südafrika und der Delegation für die Beziehungen zum Panafrikanischen Parlament. Als Stellvertreter ist er im Fischereiausschuss, im Petitionsausschuss und in der Delegation für die Beziehungen zu Japan.